# Xiuzhuan
Xiuzhuan (kinesiska: 秀篆) är en köping i sydöstra Kina. Den ligger i Zhao'an härad i staden Zhangzhou i provinsen Fujian, omkring 320 kilometer sydväst om provinshuvudstaden Fuzhou. Antalet invånare är 38 127. Befolkningen består av 17 584 kvinnor och 20 543 män. Barn under 15 år utgör 22,0 %, vuxna 15-64 år 69 %, och äldre över 65 år 8,0 %.